# Milko Cepelić
Milko Cepelić (Vuka, 21. rujna 1853. - Đakovo, 26. ožujka 1920.) je bio hrvatski svećenik, skupljač, povjesničar i etnograf.

## Životopis
Rodio se je 1853. u mjestu Vuka. U rodnom je mjestu pohađao pučku školu. Na đakovskom je liceju studirao filozofiju i bogoslovlje.
1877. se je godine zaredio za svećenika u Đakovu. Bio je kapelanom u Osijeku. 1882. je postavljen za osobnoga tajnika biskupa Strossmayera. Poslije su ga crkvene vlasti postavile za đakovačkoga župnika (1894. – 1910.).
Zagovarao je hrvatske nacionalne interese. Pokrenuvši prvi hrvatski dnevni list Narodnu obranu (zajedno s dr. Neumanom), pripomogao je jačanju nacionalne svijesti osječkih Hrvata.
Bio je član Hrvatskoga književnoga društva Javor, predsjednik zbora duhovne mladeži đakovačke i jedan od osnivača Kluba hrvatskih književnika i umjetnika 1909. u Osijeku. Bio je povjerenik Matice hrvatske i Društva sv. Jeronima.
Svoje radove i članke objavljivao je u listovima Glasnik biskupije bosanske i srijemske, Srijemski Hrvat, Hrvatska obrana, Narodna zaštita, Krijesu, subotičkoj Danica i kalendaru Jeki od Osijeka.
Zajedno s povjesničarem Matijom Pavićem tiskao je 1900. knjigu o Strossmayeru, a 1915. knjigu Stolna crkva Djakovačka.
Bio je poznavatelj i skupljač gljiva, leptira i školjaka, te je napisao Katalog tekstilne zbirke, koji je posmrtno dao Etnografskom muzeju u Zagrebu.
Značajan je za etnografiju zbog svojega zanimanja za povijest rodnoga sela, za slavonske običaje i narodnu nošnju te rukotvorine Baranje, Bačke, Srijema i Posavine.
Bio je kandidat vučanskoga kotara na izborima za Hrvatski sabor. Bio je članom Neovisne narodne stranke te je surađivao s fra Grgom Matićem i Franjom Račkim. Nakon Riječke rezolucije 1905. odustaje od bavljenja politikom.
Umro je u Đakovu 26. ožujka 1920. godine.

## Djela
- Josip Juraj Strossmayer: biskup bosansko-djakovački i sriemski god. 1850. – 1900. (s Matijom Pavićem), 1900.;
- Hrvatske narodne pjesme (junačke) – pjevao ih Perkan Kativan Pavić, 1903.
- Sijmo opet lan i konoplju
- Katalog tekstilne zbirke

Više njegovih radova ostalo je u rukopisu.

## Priznanje
- Spomen ploča na rodnoj kući koju je postavio Klub hrvatskih književnika iz Osijeka 1995.
- Osnovna škola u Vuki nosi njegovo ime.[3]